# Église de la Très Sainte Consommation

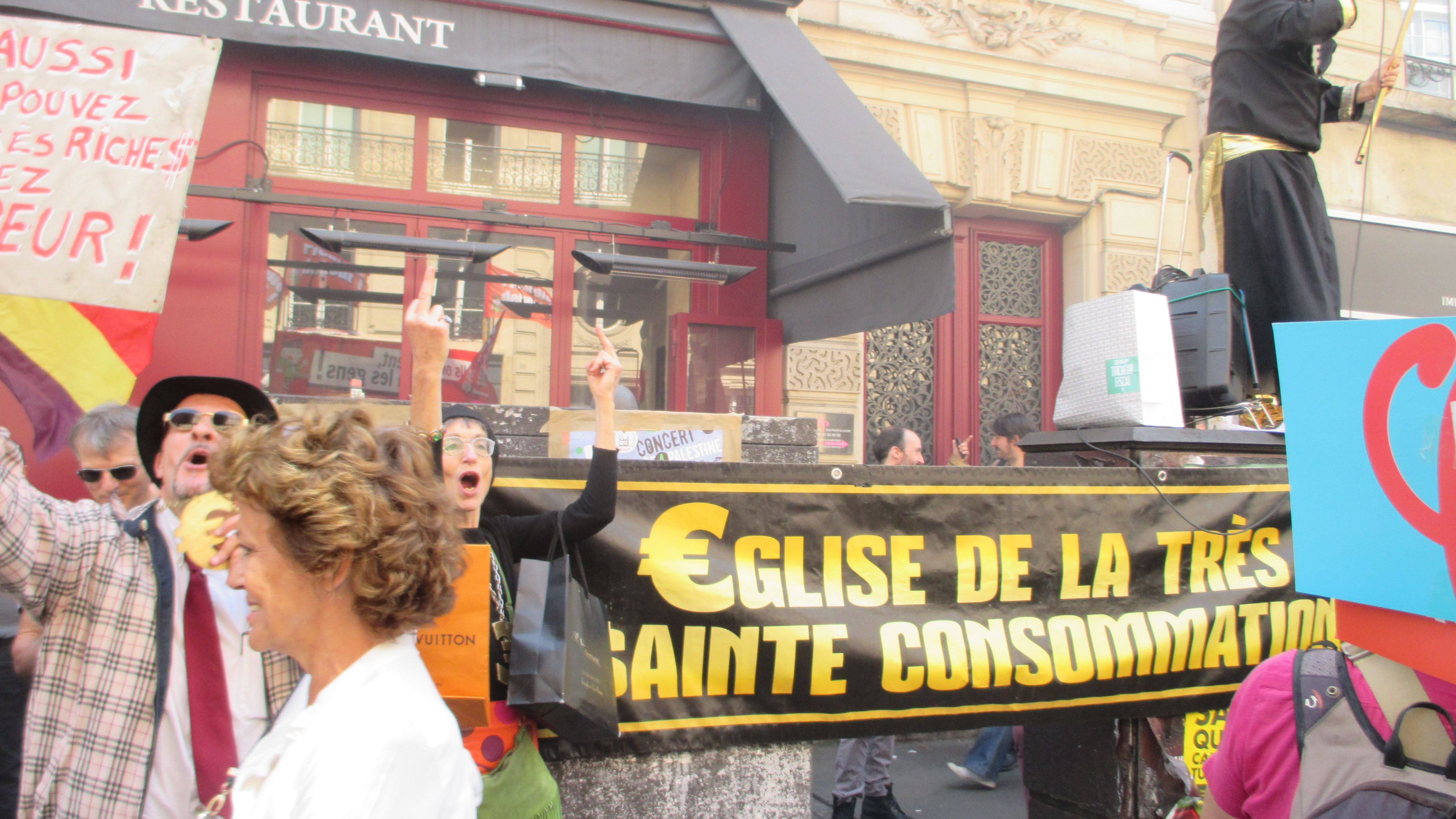
L'Église de la Très Sainte Consommation à la manifestation La fête à Macron, le 5 mai 2018.

L'Église de la Très Sainte Consommation est une parodie de religion qui tourne en ridicule les comportements consuméristes de la civilisation occidentale par le biais de représentations publiques mimant des prières collectives à la gloire de la consommation.
Le mouvement a été initié durant les années 2000 aux États-Unis par Reverend Billy and the Church of Stop Shopping.[réf. nécessaire]

## Actions réalisées

### En France
Le siège social de Lille est le groupe le plus actif de France, il a semé la bonne parole « Travaille, Obéis, Consomme » au Festival de Cannes en mai 2011 et au Festival d'Aurillac en août 2011. En outre, un film retraçant son histoire, intitulé Amen ton Pèze ! et réalisé par Maxime Höm de Profy Jr, est sorti en février 2012.
Le 16 mai 2012, le « PDG et Saint Père » de l'Église de la Très Sainte Consommation, Alessandro di Giuseppe se déclare officiellement candidat aux élections législatives de 2012 dans le Nord de la 1re circonscription. Son clip de campagne enregistre plus de 80 000 vues sur YouTube en moins de 30 jours[source insuffisante]. Sa candidature a cependant été enregistrée avec la simple étiquette « extrême gauche ». Il arrive huitième sur quatorze, recueillant 1,29 % des voix.
L'Église de la Très Sainte Consommation a également présenté une liste de candidats aux élections municipales de Lille en 2014, menée par Alessandro di Giuseppe, qui a recueilli 3,55 % des voix.
En février 2017, Alessandro di Giuseppe se dit candidat à l'élection présidentielle,,.
Le groupe organise également une remise de prix parodiques, les Doigts d’Or, remis aux meilleurs serviteurs du capitalisme. La 9e cérémonie a eu lieu en février 2025.